# Strosław
Strosław – staropolskie imię męskie, które albo było złożone z członu Stro(go)- ("srogo") oraz członu -sław ("sława"), albo pierwszym jego członem było Stro(j)- ("stroić, budować"), albo też pochodzi od imienia Stronisław.